# Finiq
Finiq (grec. Φοινίκη) – miejscowość w południowo-zachodniej części Albanii, w okręgu Delvina.

## Historia
W starożytości było to centrum kulturowe Chaonów.